# ミサ・ベハドラン
- ミサ・ベハドラン
- ミサグ・バハドラン

ミサ・ベハドラン（英語: Misagh Bahadoran、ペルシア語: میثاق بهادران、1987年1月10日 - ）は、フィリピンとイランのサッカー選手。サッカーフィリピン代表、フットサルフィリピン代表。サッカーのポジションはMFあるいはFW。

## 幼年
イラン人の父親と、カパンパンガン人の母親の間に生まれた。7人きょうだいの3人目である。生まれはフィリピンのパンパンガ州マラバカットであるが、イランのテヘランで育ち、7歳でサッカーを始めてプロサッカー選手を夢見た。
2004年に学業のためにフィリピンに帰国。2010年度にマニラにあるセントロ・エスコラル大学で歯学の学位を取得。

## クラブ歴
パサルガダエFCで選手となった後カヤFCを経て、2010年にグローバルFCに加入。2011年12月8日には東京ヴェルディ1969のトライアルに参加する事を彼のチームメイトである星出悠が明らかにした。しかし、ヴェルディへの移籍は実現せず、そのままグローバルFCに在籍している。
2018年にマレーシアのペラFAに加入したが短期間で退団。その後怪我のために2年近く競技から離れていたが、2020年にグローバル・マカティFCに復帰。

## 代表歴

### フットサル
2006年にフットサルフィリピン代表で初出場、東南アジアの得点王になる活躍をした。

### サッカー
2007年にサッカーフィリピン代表からも招集がかかるが、彼の父親が学修への影響を考え断らせた。彼が2011年に大学を卒業すると、父親の許しを得ることが出来、代表の招集に応じる事が出来るようになった。2014 FIFAワールドカップ・アジア1次予選のスリランカ代表戦がその初招集であったが、彼はこの2試合で出場機会を与えられなかったため、ここで代表初出場とはならなかった。フィリピン代表は2次予選に進出しクウェート代表と対戦する事となったが、この第1試合で93分にアンヘル・ギラードに代えて投入されて代表初出場を飾ったものの僅か2分の出場時間では何も出来なかった。第2試合では80分にギラードに代えて投入されたものの、この試合でも彼は得点を取る事が出来ずに2-1で敗北し、3次予選へと駒を進める事は出来なかった。
2015年6月11日に行われた2018 FIFAワールドカップ・アジア2次予選のバーレーン代表戦で50分に得点し、代表初得点。その5日後のイエメン代表戦でも得点を重ねた。

## 個人成績
2017年11月7日現在
代表での得点一覧
| #  | 日附           | 場所                                       | 対戦相手       | 得点 | 結果 | 大会                                   |
| -- | -------------- | ------------------------------------------ | -------------- | ---- | ---- | -------------------------------------- |
| 1. | 2015年6月11日  | ボカウェ・フィリピン・スポーツ・スタジアム | バーレーン     | 1–0  | 2–1  | 2018 FIFAワールドカップ・アジア2次予選 |
| 2. | 2015年6月16日  | ドーハ・カタールSCスタジアム               | イエメン       | 1–0  | 2–0  | 2018 FIFAワールドカップ・アジア2次予選 |
| 3. | 2016年3月29日  | マニラ・リサール・メモリアル・スタジアム   | 北朝鮮         | 1–0  | 3–2  | 2018 FIFAワールドカップ・アジア2次予選 |
| 4. | 2016年9月6日   | ビシュケク・スパルタク・スタジアム         | キルギス       | 2–0  | 2–1  | 親善試合                               |
| 5. | 2016年11月9日  | マニラ・リサール・メモリアル・スタジアム   | キルギス       | 1–0  | 1–0  | 親善試合                               |
| 6. | 2016年11月22日 | ボカウェ・フィリピン・スポーツ・スタジアム | インドネシア   | 1–1  | 2–2  | 2016 AFFスズキカップ                   |
| 7. | 2017年6月7日   | 広東省広州市天河体育中心体育場             | 中華人民共和国 | 1–2  | 1–8  | 親善試合                               |

## 私生活
2015年12月からフィリピンの女優であるサム・ピントと交際している。
歯学で学士を取った彼は歯科医の資格を有している。現在はサッカーに専念するために開業はしていないが、将来的には開業するつもりである。その他方で2016年12月にはレストランを開業した。

## タイトル

### クラブ
グローバル
- ユナイテッド・フットボールリーグ1部: 2012, 2014, 2016
- ユナイテッド・フットボールリーグカップ: 2016

### 代表
サッカーフィリピン代表
- フィリピンピースカップ: 2012, 2013